# Evelina Blodans
Vous pouvez aider à l'améliorer ou bien discuter des problèmes sur sa page de discussion.
- Il ne cite pas suffisamment ses sources. Vous pouvez indiquer les passages à sourcer avec {{référence nécessaire}} ou {{Référence souhaitée}}, et inclure les références utiles en les liant aux notes de bas de page. (Marqué depuis avril 2024)
- Certaines informations devraient être mieux reliées aux sources mentionnées dans la bibliographie ou les liens externes. Améliorez sa vérifiabilité en les associant par des références. (Marqué depuis avril 2024)

- Archive Wikiwix
- Bing
- Cairn
- DuckDuckGo
- E. Universalis
- Gallica
- Google
- G. Books
- G. News
- G. Scholar
- Persée
- Qwant
- (zh) Baidu
- (ru) Yandex
- (wd) trouver des œuvres sur Wikidata

Evelina Blodans, née à Yalta le 5 avril 1969, est une actrice, chanteuse et animatrice de télévision russe. 

## Biographie
Née le 5 avril 1969 à Yalta, dans la famille du photographe Visvaldis Bļodāns et de son épouse Tamila, tous deux d'ascendance lettone, Evelina est scolarisée à Yalta. Puis, elle fait ses études sous la direction d'Igor Vladimirov (1919-1999) à l'Institut d'État russe des arts de la scène, dont elle sort diplômée en 1990. De 1991 à 2005, elle se produit au sein de la troupe de comédie odessite « Masques » fondée par Gueorgui Deliev. La troupe connaît une grande popularité dans les années 1990, grâce au projet télévisé Maski-show dont les épisodes sont réalisés dans le genre du cinéma muet et diffusés sur Rossiya 1.
En 2009, elle participe à l'épisode de télévérité Le dernier héros 6, inspiré du projet britannique Survivor, sur Pervi Kanal.
Depuis le 1er mars 2011, elle dirige l'émission Coup de foudre (Любовь с первого взгляда) sur MTV russe.

## Filmographie
- 2003 : Barbarian : Sevra
- 2008 : Hitler est kaput ! : Madame Oddo

### Doublage
- 2011 : Ronal le Barbare : reine des amazones
- 2011 : Drôles d'oiseaux : perroquet